# Glaciar del Tour
El glaciar del Tour (del francés: glacier du Tour)) es el glaciar más septentrional de la vertiente francesa del macizo del Mont Blanc, en los Alpes. Domina la aldea del mismo nombre, en el departamento de Alta Saboya.
Baja desde una altitud de 3.250 m, y su zona de acumulación es un circo delimitado por la aiguille del Tour (3.544 m), la Grande Fourche (3.490 m), la aiguille del Chardonnet (3.824 m) y el Bec Rouge Superior (3.051 m). A esa altitud se encuentra la mayor parte del glaciar, constituida por una amplía meseta de 2.500 a 3.000 m de ancho y terminada por un acantilado glaciar que domina un escalón rocoso. El glaciar se prolonga luego por una corta lengua terminal que desciende sobre una abrupta pendiente de unos 800 m de largo, única parte visible desde el valle. El frente del Tour se sitúa a unos 2.150 m de altitud, y en su parte inferior apenas llega a los 750 m de ancho.
El Tour es un glaciar de tipo suspendido, clasificado a veces erróneamente como glaciar de circo.
En agosto de 1949, el frente suspendido del glaciar se desplomó y entre 0,5 y 2 millones de m³ de hielo cayeron pulverizados hacia el valle quedándose a poca distancia del pueblo gracias a una antigua morrena de 1820. El alud causó la muerte de 6 excursionistas.